# 로맨싱 사가: 민스트럴 송
《로맨싱 사가: 민스트럴 송》는 스퀘어 에닉스가 제작한 2005년 롤플레잉 비디오 게임이다. 《사가》 시리즈 작품 《로맨싱 사가 (1992)》의 리메이크로, 플레이스테이션 2 플랫폼으로 개발돼 일본서 2005년 4월 21일 처음 출시됐다.
원작과 마찬가지로 《민스트럴 송》에서 8명의 주인공 중 한 명을 선택해 비선형 방식으로 이야기를 진행한다. 슈퍼 패미컴판 개발 당시 완성판에 포함되지 않은 컨텐츠가 수록됐으며 후기 《사가》 작품들의 게임플레이를 도입한 것이 특징이다.
2022년 12월 1월, 강화된 그래픽, 개선된 게임플레이, 기타 추가 컨텐츠가 수록된 리마스터판이 마이크로소프트 윈도우, 닌텐도 스위치, 플레이스테이션 4, 플레이스테이션 5, iOS 및 안드로이드로 출시됐다.

## 반응
《로맨싱 사가: 민스트럴 송》는 플레이스테이션 2판 발매 당시 리뷰 애그리게이터 웹사이트 메타크리틱에서 58/100점을 기록해 "복합적 및 평균적인 평가"를 받았다.

## 참조

### 내용주
1. ↑  영어: Romancing SaGa: Minstrel Song, 일본어: ロマンシング サガ -ミンストレルソング-